# Natascha Kampusch
Natascha Maria Kampusch (født 17. februar 1988) er en østrigsk kvinde, som blev kidnappet som 10-årig. Hun blev holdt fanget de næste otte år og slap først fri den 23. august 2006.
Den 2. marts 1998 om morgenen forlod den da 10-årige Natascha Kampusch familiens hjem i Wien for at gå i skole. Hun mødte dog aldrig op og kom heller ikke hjem igen. Et vidne fortalte politiet, at hun var blevet set gå ind i en hvid varevogn, hvorefter man påbegyndte en større eftersøgning. På et tidspunkt snakkede politiet endda med kidnapperen, Wolfgang Přiklopil, som tilsyneladende havde et sikkert alibi på tidspunktet for bortførelsen.
Under den 8-årige tilfangetagelse blev Natascha Kampusch holdt fanget i et rum på 3 m × 4 m i Přiklopils garage, hvor hun havde adgang til bøger, fjernsyn og eget toilet. Igennem årene havde han derudover sørget for at undervise hende i emner som læsning og matematik.
Den 23. august 2006 lykkedes det for Natascha Kampusch at slippe fri fra kidnapperen og søge hjælp hos naboen i den lille by Strasshof 10 km nordøst for Wien. 
Den 29. august 2006 offentliggjordes via Kampuschs psykiater et brev til offentligheden, hvori hun kort og præcist beskrev både sit fangenskab og sin nuværende tilstand .
Den 6. september 2006 trådte Natascha Kampusch for første gang frem i medierne, da hun gav et interview til den østrigske TV-station ORF samt avisen Kronen Zeitung og magasinet News.
Kampusch' selvbiografi udkom på dansk i juni 2011.